# 张颖 (南宋)
张颖，南宋地方官员。
张颖曾接替杨潜任华亭县知县一职，由张抃接任。